# Juke Box Hero
Juke Box Hero – hard rockowy utwór zespołu Foreigner, z albumu 4 (1981), pokrytego 7-krotnie platyną. Wydany jako trzeci singiel z albumu na początku 1982 roku, ostatecznie dotarł do 26 miejsca na liście Billboard Hot 100.
Utwór skupia się na chłopcu, który nie może zakupić biletu na wyprzedany koncert rockowy na Blue Cross Arena w Rochester w Stanach. Słuchając z zewnątrz, słyszy „jedną gitarę” i ma wizję, która prowadzi go do sklepu z artykułami używanymi. Chłopak zaczyna grać bez żadnych lekcji. Zdaje sobie sprawę, że za sprawą gitary może stać się sławny.
Tekst piosenki przechodzi do opisu walki, jaką musi rozegrać, by pozostać na szczycie list przebojów, co czyni go „Juke Box Hero” (bohaterem szafy grającej). W końcu spotyka fana poza sceną na jednym z jego koncertów, który przypomina mu jego samego i jak to wszystko się zaczęło. Mick Jones powiedział stronie Songfacts, że utwór został zainspirowany prawdziwym fanem, który czekał poza stadionem, w deszczu przez blisko pięć godzin. Jones, pod wrażeniem jego poświęcenia, postanowił wziąć go i pozwolić mu przez chwilę zobaczyć, co się dzieje za kulisami podczas koncertu.
Utwór został nagrany ponownie na żywo podczas koncertu w Las Vegas (2005), który to zawiera fragmenty kompozycji „Whole Lotta Love” zespołu Led Zeppelin. Ścieżka znalazła się na playliście albumu formacji Foreigner Live in '05.